# Лабу, Жюльетт
Жюльетт Лабу (фр. Juliette Labous, род. 4 ноября 1998, Безансон) — французская профессиональная велогонщица, выступающая за женскую команду Team DSM категории UCI Women's WorldTeam. Она выступала в женской групповой гонке на чемпионате мира по шоссейному велоспорту 2017 года.

## Карьера

### Начало в BMX
Жюльетт Лабу родилась в Безансоне 4 ноября 1998 года, но выросла в отдалённой деревне Рош-ле-Бопре. В возрасте 7 лет она начала заниматься BMX ради развлечения, следуя по стопам своего старшего брата Квентина. Её первые заезды в этом возрасте были против мальчиков — сложные поединки, которые укрепили её желание соревноваться. Чтобы найти способ конкурировать с девочками, ей пришлось соревноваться на национальном уровне с ровесницей, Аксель Этьенн, которая десять лет спустя стала бронзовым призёром элитного чемпионата мира. Джульетта была меньше, чем её прямые конкуренты, но она компенсировала это настоящим духом целеустремленности и железной волей. Она прекратила заниматься бикроссом в возрасте 12 лет, чтобы на следующий год начать заниматься велокроссом и шоссейными гонками в категории minimes — дисциплинами, более подходящими для её выносливости и навыков. Позже она обнаружила, что лучше чувствует себя в одиночных соревнованиях и в многодневках. В 2016 году она стала двукратной чемпионкой Франции среди юниоров (шоссейная и индивидуальная гонка), восьмой на чемпионате мира по велокроссу среди спортсменов до 23 лет, бронзовым призёром чемпионата Европы среди юниоров в Плюмлеке и чемпионата мира среди юниоров в Дохе.
После того, как в начале 2016 года к ней обратилась нидерландская команда Liv-Plantur, она провела две тренировки со своими будущими товарищами по команде несколько месяцев спустя в Германии и в Нидерландах, а затем присоединилась к команде в январе 2017 года с целью постепенного выхода на самый высокий уровень.

### 2017
8 июля 2017 года она выиграла свою первую профессиональную гонку, 4-й этап Женского Тура на приз Чешской Швейцарии в Чехии, где в спринте победила американскую гонщицу Тейлер Уайлс. Двенадцать дней спустя она финишировала 27-й и второй среди француженок на финише подъёма Коль-де-л'Изоар во время 1-го этапа La Course by Le Tour de France. В конце августа она финишировала девятой на Туре Норвегии и впервые вошла в десятку лучших в многодневке. 19 сентября 2017 года на индивидуальной гонке чемпионата мира в Бергене (Норвегия) она заменила заболевшую соотечественницу Северин Эро и заняла 15-е место, на два места отстав от лидера среди французов, Одри Кордон.

### 2018

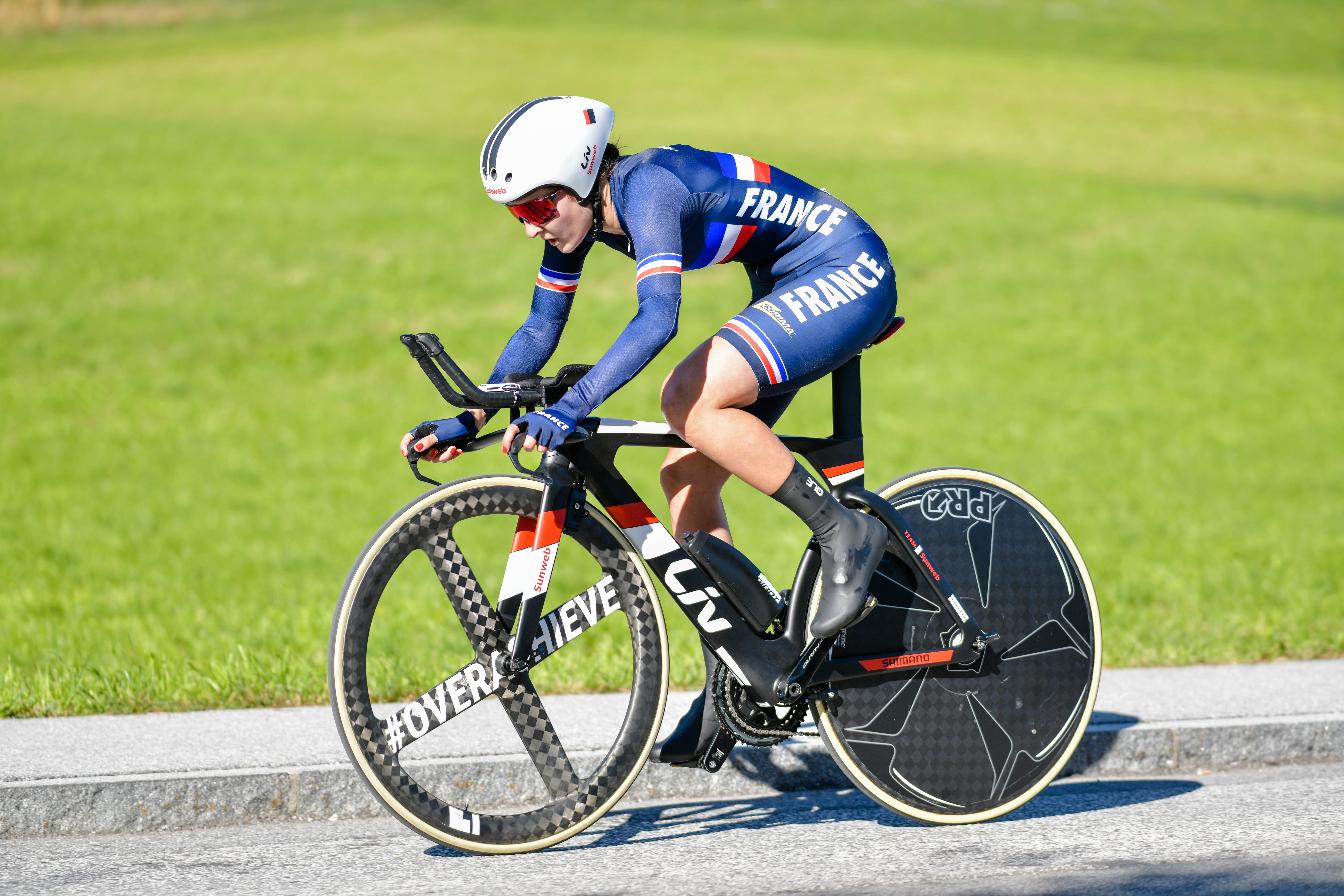
В индивидуальной гонке чемпионата мира 2018 года

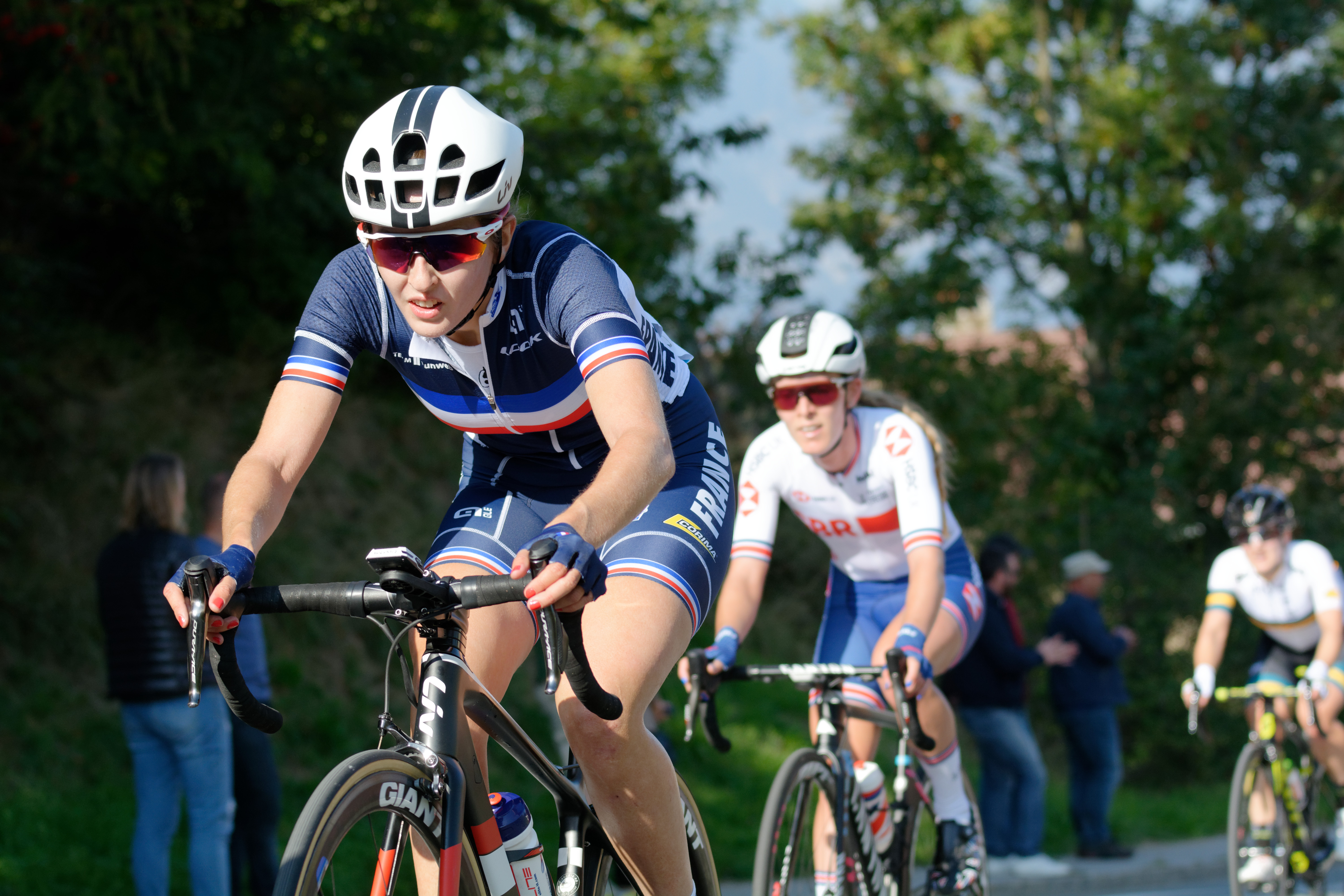
В групповой гонке чемпионата мира 2018 года

В начале сезона многодневок Жюльетт заняла 7-е место в Туре Йоркшира, а двумя неделями позже заняла 9-е место в Туре Калифорнии, этапе Мирового тура UCI, и 2-е место в молодёжной классификации. В июле она участвовала в Джиро Роза, где выиграла командную гонку вместе со своими товарищами по команде Sunweb, заняв 29-е место в общем зачёте и 3-е место в зачёте среди юниоров. 25 сентября 2018 года на чемпионате мира в Инсбруке (Австрия) она заняла 13-е место.

### 2019
14 июля 2019 года она финишировала на Джиро Роза первой в молодёжной классификации, и одиннадцатой в общем зачёте (первой из французских гонщиков).

### 2020
В индивидуальной гонке чемпионате Европы она заняла шестое место.
21 августа 2020 года она стала чемпионкой Франции в индивидуальной гонке в Гран-Шан, недалеко от Вана. На заключительном этапе Джиро Роза Жюльетт Лабу была частью группы отрыва, которая шла до самого финиша. Она заняла третье место в спринте.
Лабу была отобрана для участия в групповой и индивидуальной гонках на чемпионате мира 2020 года. В групповой гонке, когда до финиша оставалось 83 километра, Элисон Джексон атаковала вместе с Грейс Браун. Вскоре к ним присоединились другие гонщики, включая Жюльетт Лабу и Сюзанну Андерсен. За два круга до конца гонки, на подъёме Маццолано, Анна ван дер Брегген задала очень высокий темп на подъёме, который разорвал пелотон. Пелотон догнал группу отрыва вскоре после вершины.
В Льеж — Бастонь — Льеж группа из восьми фаворитов, включая Жюльетт Лабу, ушла в отрыв незадолго до берега Веке. У этой группы был полутораминутный разрыв у подножия Редут. Элизабет Дейнан пошла там в атаку. Жюльетт Лабу заняла восьмое место.

### 2021

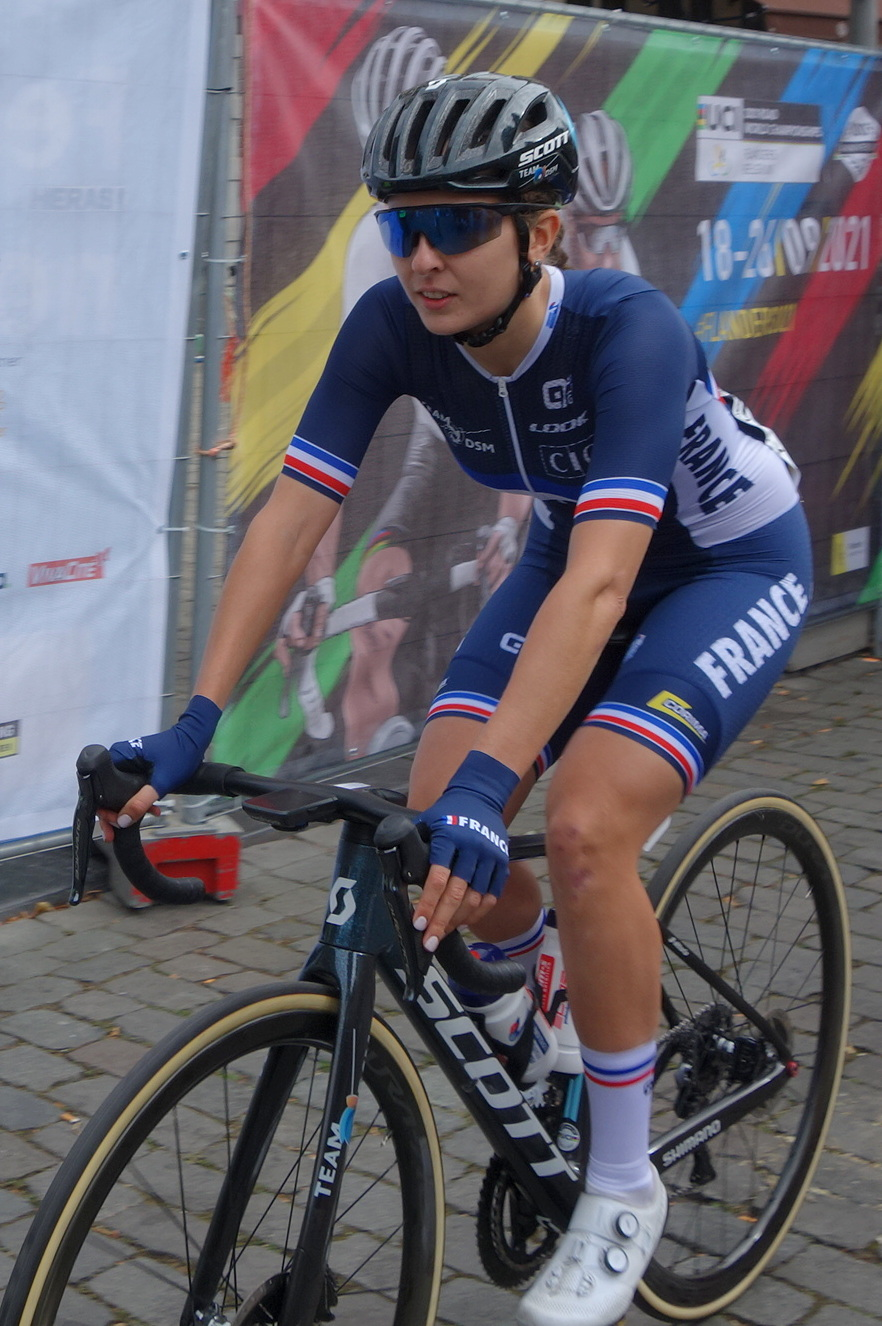
Жюльетт Лабу на старте чемпионата мира 2021 года.

На чемпионате Франции в середине июня Жюльетт Лабу заняла второе место в индивидуальной гонке и четвёртое в шоссейной гонке. В октябре она заняла второе место в Вуменс Тур в Великобритании. Это был её первый подиум в Мировом туре.
В сезоне 2021 года она также несколько раз попадала в десятку лучших: 6-е место в гонке Флеш Валонь Фамм, 6-е место в гонке Брабантсе Пейл, 6-е место в индивидуальной гонке чемпионата мира, 7-е место в гонке Джиро Роза, 8-е место в женском Туре Норвегии и 9-е место в индивидуальной гонке на Олимпийских играх. Единственная французская гонщица в олимпийской групповой гонке, она попытала счастья за 18 км до финиша, но была настигнута пелотоном и финишировала на 30-м месте.

### 2022
16 января 2022 года, в возрасте 23 лет и впервые, Жюльетт Лабу была избрана делегатом от велогонщиков Бургундии — Франции — Конте на Генеральной ассамблее регионального комитета.
В мае Жюльетт Лабу одержала свою первую победу в Мировом туре, заняв первое место в четырёхэтапной гонке Вуэльта Бургоса, которую она выиграла, заняв второе место на последнем, четвёртом этапе. В следующем месяце она заняла второе место в чемпионате Франции по шоссейному велоспорту, опередив Одри Кордон-Раго на 26 секунд.
В июле она выиграла седьмой этап Джиро Роза соло на вершине Пассо дель Манива.
24 июля 2022 года она приняла участие в новой женской гонке Тур де Франс, заняв четвёртое место и став первой среди французских гонщиц.
Она была отобрана для участия в шоссейной гонке и гонке с раздельным стартом на чемпионате Европы.

## Достижения

### Шоссе

#### По годам
2014
 Чемпионат Франции — групповая гонка среди кадетов
Кубок Франции среди кадетов
2015
 Чемпионат Франции — индивидуальная гонка U19
2-я на Пикколо Трофео Альфредо Бинды
4-я на Чемпионате Европы — групповая гонка U19
5-я на Чемпионате мира — индивидуальная гонка U19
5-я на Чемпионате Европы — индивидуальная гонка U19
2016
 Чемпионат Франции — групповая гонка U19
 Чемпионат Франции — индивидуальная гонка U19
Кубок Франции среди юниоров
Альбштадт-Фрауэн-Этаппенреннен
2-я на Гран-при Шамбери
3-я на Туре Верхнего Сентонжа
 Чемпионат мира — индивидуальная гонка U19
 Чемпионата Европы — индивидуальная гонка U19
3-я на Омлоп ван Борселе U19
2017
4-й этап Женского Тура — на приз Чешской Швейцарии
2-я на Чемпионат Франции — индивидуальная гонка U23
2-я на Призе муниципалитета Ножан-л’Аббесс
6-я на Чемпионате Европы — групповая гонка U23
10-я на Чемпионате Европы  — индивидуальная гонка U23
2018
 Чемпионат Франции — индивидуальная гонка U23
1-й этап (TTT Джиро Роза )
2-я на Чемпионате Франции — индивидуальная гонка
2-я на Чемпионате Франции — групповая гонка U23
2019
3-я на Туре Бретани
3-я на Опен Воргорда TTT
 Всемирные военные игры — индивидуальная гонка
 Всемирные военные игры — командная гонка
2020
 Чемпионат Франции — индивидуальная гонка
 Чемпионат Франции — индивидуальная гонка U23
6-я на Чемпионате Европы — индивидуальная гонка
8-я на Льеж — Бастонь — Льеж Фамм
2021
2-я на Чемпионате Франции — индивидуальная гонка
2-я на Вуменс Тур
6-я на Флеш Валонь Фамм
6-я на Чемпионате мира — индивидуальная гонка
7-я на Джиро Роза
8-я на Туре Норвегии
9-я на Олимпийских играх — индивидуальная гонка
2022
Вуэльта Бургоса
7-й этап Джиро Роза
2-я на Чемпионате Франции — индивидуальная гонка
4-я на Тур де Франс Фемм
5-я на Туре Страны Басков
6-я на Чемпионате Европы — индивидуальная гонка
7-я на Чемпионате мира — групповая гонка
8-я на Ceratizit Challenge by La Vuelta
9-я на Джиро Роза
9-я на Гран-при Плуэ — Бретань
9-я на Туре Романдии

#### Статистика выступления наГранд-турах
| Гонка / Год       | 2018           | 2019           | 2020           | 2021           | 2022 |
| ----------------- | -------------- | -------------- | -------------- | -------------- | ---- |
| Джиро Роза        | 29             | 11             | 23             | 7              | 9    |
| Тур де Франс Фамм | не проводилась | не проводилась | не проводилась | не проводилась | 4    |

### Велокросс
2012—2013
3-я в Чемпионате Франции среди кадетов
2013—2014
Кадетские национальные соревнования
2-я в Чемпионате Франции среди кадетов
2014—2015
 Чемпионат Франции среди юниоров
2-я в Кубке Франции
2015—2016
Дагмерселлен
2-я в Чемпионате Франции среди юниоров
8-я в Чемпионате мира
2016—2017
2-я в Чемпионате Франции
2-я в Велокросс дю Минган

## Рейтинги
| Год                 | 2017  | 2018  | 2019  | 2020 | 2021 | 2022 | 2023 | 2024 |
| ------------------- | ----- | ----- | ----- | ---- | ---- | ---- | ---- | ---- |
| Мировой рейтинг UCI | 102-й | 116-й | 117-й | 38-й | 23-й | 12-й | 11-й | 8-й  |
| Мировой тур UCI     | 75-й  | 77-й  | 65-й  | 35-й | 18-й | 12-й | 9-й  | 8-й  |
|                     |       |       |       |      |      |      |      |      |
| Источник: UCI       |       |       |       |      |      |      |      |      |